# Maestro Espressionista di Santa Chiara
Pour les articles homonymes, voir Santa Chiara.
Maestro Espressionista di Santa Chiara (en français : « Maître expressionniste de Sainte-Claire ») est le nom de convention (ou de commodité) donné à un peintre anonyme ombrien de l'école giottesque du Trecento, dont le nom provient des scènes de vie de sainte Claire de l'église dédiée à la sainte : la Basilique Sainte-Claire d'Assise.
La critique estime qu'il pourrait s'agir de Palmerino di Guido ,,,,.

## Œuvres
- Scènes de vie de sainte Claire,
- Crucifixion, musée du Louvre,
- Crucifix peint , musée de Montefalco
- Crucifux peint, Pinacoteca Civica, Gubbio,
- Crucifixion avec saints, triptyque, provenait de la Cappella di Sant' Agnese de Santa Chiara, conservé au monastère, Assise

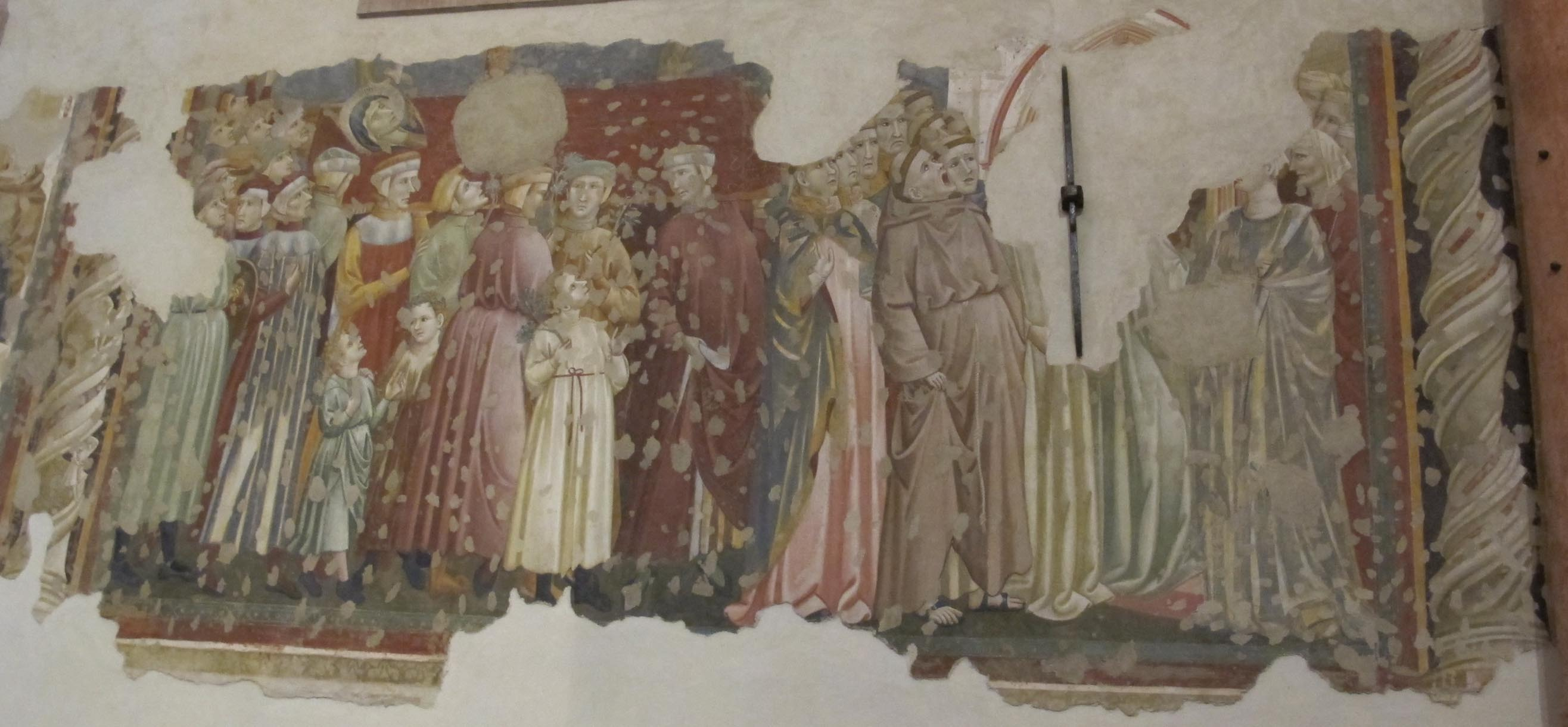
Trasporto di santa Chiara, Assise.
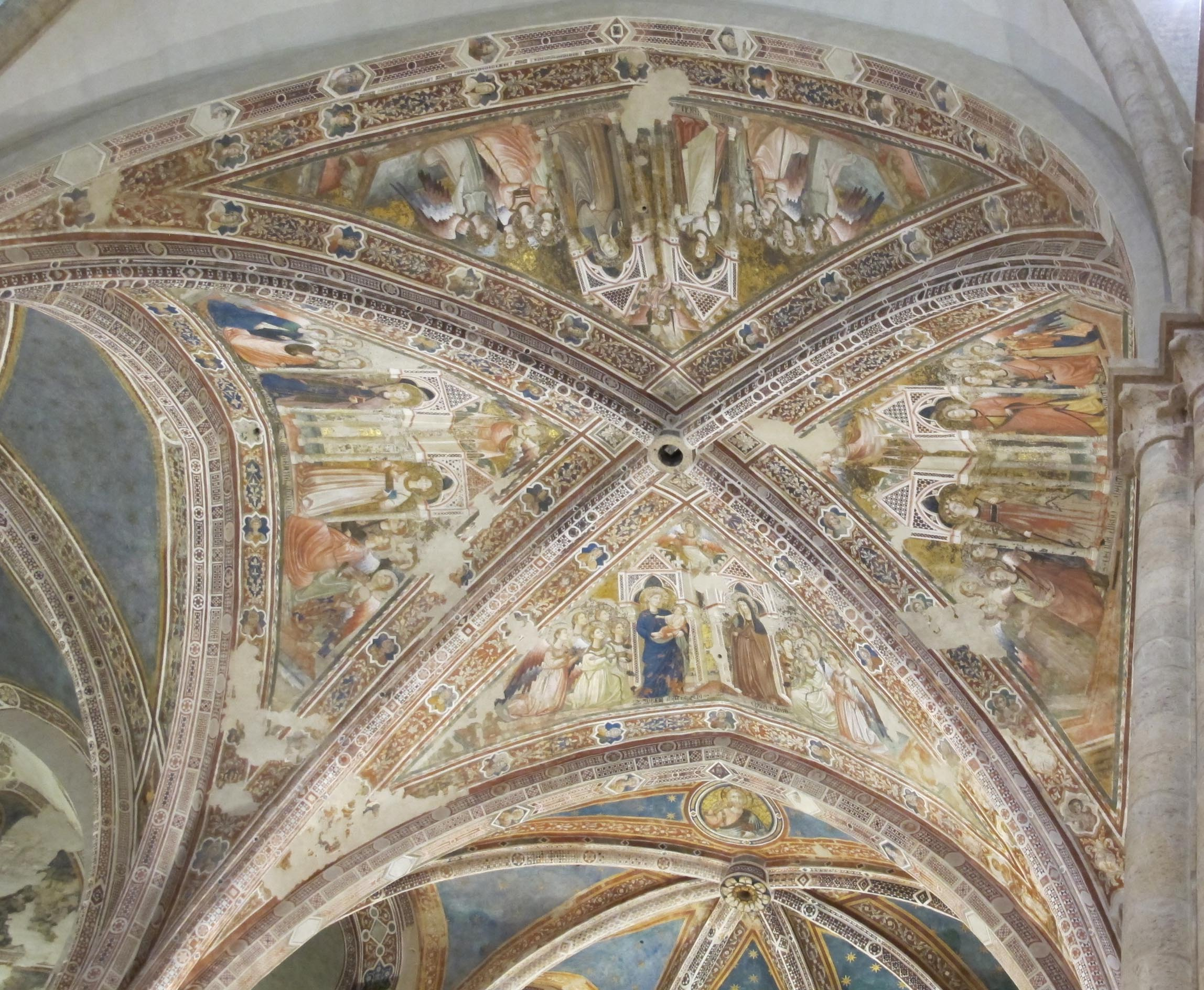
Voûte de la basilique Sainte-Claire.
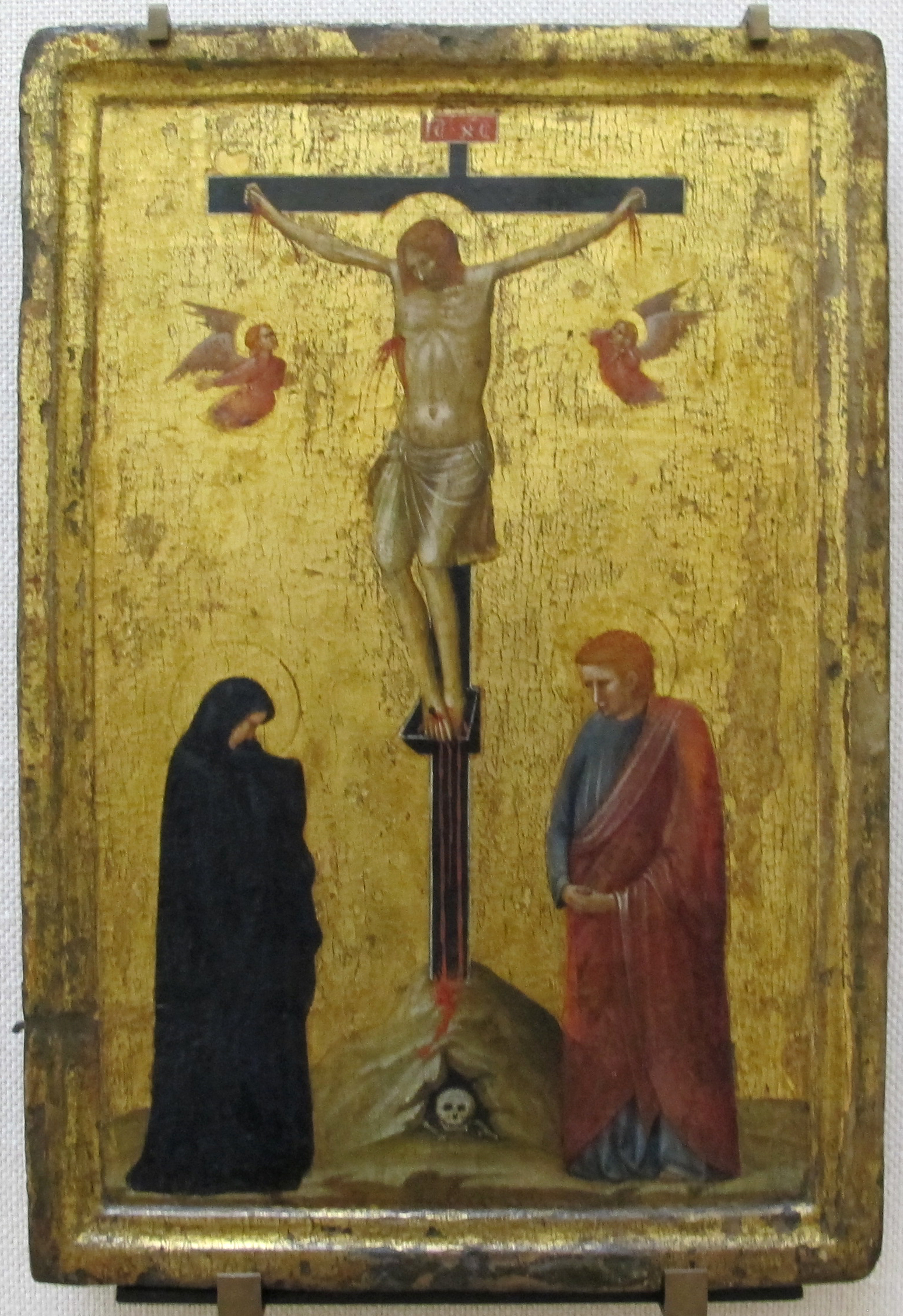
Crucifixion, musée du  Louvre.